# Autoridade Portuária das Filipinas

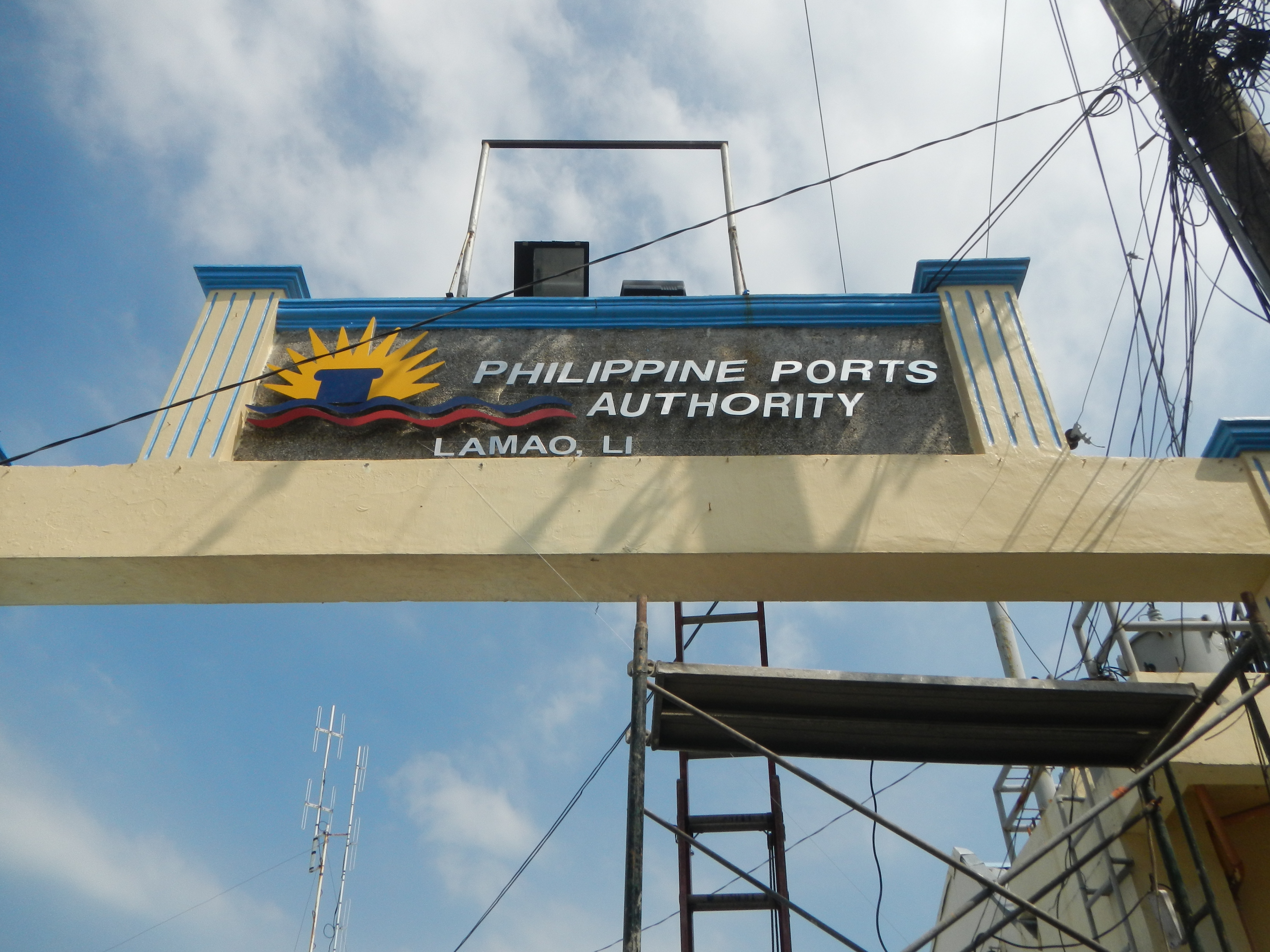
PPA em Limay, Bataan

Autoridade Portuária das Filipinas ( em filipino:  Pangasiwaan ng Daungan ng Pilipinas) é uma empresa controlada pelo governo sob o Departamento de Transporte como uma agência vinculada. É responsável pelo financiamento, gestão e operação dos portos públicos em todas as Filipinas, exceto o porto de Cebu, que está sob a Autoridade Portuária de Cebu.

## História
Antes da criação do PPA, a administração portuária nas Filipinas foi fundida com a função tradicional de arrecadação de receitas do Bureau of Customs (BOC). O porto e a manutenção do porto eram da responsabilidade do Bureau of Public Works (BPW). No início da década de 1970, já havia 591 natiotes de planejamento, desenvolvimento, operação e regulamentação em nível nacional. Por volta dessa época, o Departamento de Alfândega havia proposto ao Comitê de Reorganização e ao Congresso a criação de uma agência governamental separada para integrar as funções de operações portuárias, manuseio de carga e desenvolvimento e manutenção portuária para permitir que o Departamento se concentrasse em impostos e taxas alfandegárias coleção. Além disso, administrar os portos do país. Portanto, a Autoridade Portuária das Filipinas foi criada sob o Decreto Presidencial nº 505, que foi posteriormente alterado pelo PD nº 857 em dezembro de 1975. Este último decreto ampliou o âmbito e as funções do PPA para facilitar a implementação de um programa integrado de planejamento, desenvolvimento, financiamento, operação e manutenção de portos ou distritos portuários para todo o país. Em 1978, a carta foi posteriormente alterada pela Ordem Executiva nº 513, cujas características salientes foram a concessão de autoridade policial ao PPA, a criação de um Conselho Consultivo Portuário Nacional (NPAC) para fortalecer a cooperação entre o governo e o setor privado e a atribuição de poderes à Autoridade para impor multas administrativas razoáveis por violações específicas das suas regras e regulamentos. Em virtude de seu regulamento, o PPA ficou vinculado ao que então cabia ao Departamento de Obras Públicas e Rodovias. O decreto também concedeu autonomia financeira ao PPA.

## Prêmio de compensação justa
Em 24 de agosto de 2007, a Suprema Corte das Filipinas (por decisão de 24 páginas de Angelina Sandoval-Gutierrez ), ordenou que a PPA pagasse a 231 residentes da cidade de Batangas a justa compensação de P6 bilhões como pagamento de 185 lotes que comprou em 2001 para o construção da Fase 2 da Zona Portuária de Batangas. Em 6 de setembro de 2007, a Suprema Corte das Filipinas determina o status quo da desapropriação do PPA em Batangas (de 1.298.340 metros quadrados de terreno a ser usado para o desenvolvimento da Fase II do porto da cidade de Batangas). Os portos de Batangas e Subic servirão como extensões do porto de Manila para aliviar o congestionamento, o presidente Benigno SC Aquino III ordenou através da Ordem Executiva (EO) nº 172 assinada em 13 de setembro, o Sr. Aquino declarou os dois portos como extensões de Manila Terminal Internacional de Contêineres e South Harbor, citando a necessidade de "tratar imediata e efetivamente o congestionamento portuário existente e evitar outros efeitos prejudiciais à economia do país, e também implementar um mecanismo que resolva imediatamente futuras situações semelhantes... "
"Fica declarado que sempre que houver congestionamento no Porto de Manila, ou em caso de situações de emergência que afetem o interesse público, tais como, mas não se limitando a, greves ou bloqueios e calamidades naturais, resultando em graves interrupções nas operações portuárias, os portos designados no Porto Internacional de Batangas e no Porto de Subic, e especificamente no Porto Livre da Baía de Subic, devem ser considerados como extensões do Porto de Manila ", declara a ordem executiva.
De acordo com o EO 172, as instalações no Porto Internacional de Batangas e no Porto de Subic, e especificamente no Subic Bay Freeport - a ser identificado pela Autoridade Portuária das Filipinas (PPA) e pela Autoridade Metropolitana de Subic Bay (SBMA) - serão consideradas extensões do Porto de Manila, mediante declaração do Secretário de Transporte da existência de congestionamento portuário ou emergências, a ser recomendado pelo PPA.
"Os navios estrangeiros com o Porto de Manila como porto de destino ou origem podem ser direcionados para atracar no Porto de Batangas ou no Porto Livre de Subic Bay... a atracação em tais portos será considerada como atracação no Porto de Manila."

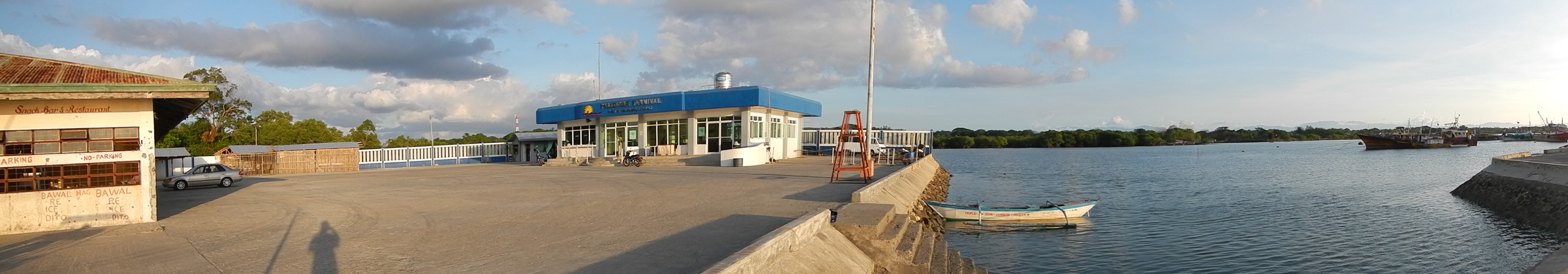
Porto de Calatagan, Batangas